# 松平忠吉 (櫻井松平家)
松平忠吉（1559年－1582年7月13日）是日本戰國時代至安土桃山時代武將。父親是松平家次。櫻井松平家第5代當主。

## 經歷
在天正5年（1577年）繼任家督的兄長忠正死去，而忠正的嫡子家廣剛剛出生，因此娶兄長的正室多劫姬（德川家康的異父妹）為妻並繼承家督。在天正9年（1581年）進攻高天神城和防守諏訪原的要城等立下軍功，但是在24歳死去。之後由姪子家廣繼承。
長男信吉在後來成為藤井松平家的婿養子並繼承藤井松平家的家督，被封為上野高崎藩藩主，後來轉封為丹波篠山藩藩主。而次男忠賴在忠正的嫡子家廣死後繼承武藏松山藩藩主。